# 이익선
이익선(李益善, 1968년 11월 6일 ~ )은 대한민국의 방송인 출신의 정치인이다.

## 이력
1991년 10월, 한국방송공사에 기상 캐스터 입사하였다. 1993년 7월, KBS 한국방송공사에서 퇴사 선언 이후 현재까지 프리랜서로 활약하고 있다. 대한민국 최초의 여성 기상 캐스터이기도 하다. 이닉슨이라는 별명이 있다.

## 학력
- 명지고등학교 졸업
- 숙명여자대학교 아동복지학과 학사
- 동국대학교 대학원 영상예술학과 예술학 석사

## 경력
1991년 1월, 한국방송공사(KBS)에 입사하여 KBS 1TV 《뉴스광장》에 기상 캐스터로 출연하였다. 1992년부터 1993년 3월까지 KBS 2TV의 《날씨와 생활》에 출연하였고, 1993년 7월에 전격 프리랜서 선언 이후 1994년부터 1996년까지는 EBS의 프로그램 《시네마 천국》을 진행하였다. 1996년 8월 22일부터 1998년 2월 12일까지 김병찬과 함께 《연예가 중계》을 진행하였다. 그 외에 2002년 영화 비둘기를 통해 연기자로 데뷔하였으며 라디오 프로그램으로 YTN 라디오 프로그램 《이익선의 웰빙 플러스》와 교통방송의 《이익선의 뮤직하이웨이》 그리고 국군방송 《이익선의 행복 바이러스》를 진행하였으며 그 후 국군방송 《이익선의 달콤한 음악여행》을 진행하였다.

## 기타 경력
- 2018년 1월: 해양경찰청 홍보대사

## 연기 활동

### 영화
- 비둘기(2002년)
- 피아노 치는 대통령 - 청와대 여기자 역(2002년)
- 유감스러운 도시 - 앵커 역(2009년)

### 방송
- 이익선의 뮤직하이웨이 (2011~)
- 희망풍경 (2006~2019년)
- 당신의 전성기, 오늘 (2018년)

## 수상 내역
- 내무부장관상 소방관련(1996년)
- 효령대상 효부문(2003년)